# 克尼亞熱 (斯尼亞滕區)
48°24′29″N 25°27′20″E / 48.40806°N 25.45556°E
克尼亞熱（烏克蘭語：Княже），是烏克蘭西部的村莊，隸屬伊萬諾-弗蘭科夫斯克州的科洛梅亞區。該村始建於1405年，面積3.44平方公里，2001年人口1,476，人口密度每平方公里429.1人。